# Усс, Дмитрий Иванович
Дмитрий Иванович Усс (бел. Дзмітрый Іванавіч Вус) — белорусский политик, кандидат на должность Президента Республики Беларусь на выборах 2010 года.

## Биография
Родился 10 июня 1971 года в Минске.
Окончил юридический факультет Гродненского государственного университета имени Янки Купалы по специальности «Правоведение».
Работал рабочим на заводе «Интеграл», строителем, занимался мелким бизнесом.
В 1992 году стал директором издательства ОДО «Тривиум», которое издает большинство белорусских атласов и карт. В 1999-2003 годах был депутатом Минского городского совета. В 2003 и 2006 годах также пытался баллотироваться, но не был зарегистрирован в качестве кандидата. В 2010 году принимал участие в выборах в местные Советы депутатов, но проиграл, набрав 38 % голосов (по данным избирательной комиссии).
Принимал участие в президентских выборах 2010 и собрал за свое выдвижение 110 753 подписей. На выборах набрал 25 117 голосов избирателей.
Был признан виновным в организации массовых беспорядков 19 декабря 2010 года после президентских выборов и 26 мая 2011 года приговорен к пяти с половиной годам лишения свободы в колонии усиленного режима. Помимо него, с 1996 года ещё шесть кандидатов в президенты Белоруссии получили уголовные сроки. 1 октября 2011 года вышел на свободу после помилования.

## Семья
Женат, имеет сына Ивана, 1996 года рождения.